# Champfleur
Champfleur ist eine französische Gemeinde mit 1.303 Einwohnern (Stand: 1. Januar 2022) im Département Sarthe in der Region Pays de la Loire; sie gehört zum Arrondissement Mamers und zum Kanton Mamers (bis 2015: Kanton Saint-Paterne). Die Einwohner werden Champflorains genannt.

## Geographie
Champfleur liegt etwa 38 Kilometer nördlich von Le Mans. Umgeben wird Champfleur von den Nachbargemeinden Saint-Paterne im Norden, Saint-Rigomer-des-Bois im Osten und Nordosten, Ancinnes im Südosten, Chérisay im Süden, Béthon im Südwesten, Bérus im Westen und Südwesten sowie Arçonnay im Westen und Nordwesten.
Am Westrand der Gemeinde führt die Autoroute A28 entlang. 

## Bevölkerungsentwicklung
| 1962                      | 1968 | 1975 | 1982 | 1990 | 1999 | 2006 | 2013 |
| ------------------------- | ---- | ---- | ---- | ---- | ---- | ---- | ---- |
| 451                       | 435  | 589  | 1056 | 1117 | 1118 | 1342 | 1400 |
| Quelle: Cassini und INSEE |      |      |      |      |      |      |      |

## Sehenswürdigkeiten
- Kirche Saint-Martin
- Kapellen
- Rathaus
- Waschhaus